# Edgár
Az Edgár férfinév germán (angolszász) eredetű, jelentése: birtok, vagyon + dárda.

## Idegen nyelvi változatai
- Edgar (német, angol, francia)

## Gyakorisága
Az 1990-es években szórványos név, a 2000-es években nem szerepel a 100 leggyakoribb férfinév között.

## Névnapok
- július 8.[2]
- szeptember 10.[2]
- október 13.[2]

## Híres Edgárok
- Balogh Edgár
- Palóczi Edgár kultúrtörténész, mártír
- Edgar Degas francia festő
- Edgar Faure francia politikus, miniszterelnök
- Edgar Allan Poe amerikai író
- Edgar Wallace angol író
- Edgar Rice Burroughs amerikai író
- Edgar Varèse francia zeneszerző
- J. Edgar Hoover, az amerikai Szövetségi Nyomozóiroda egykori főnöke
- Edgar F. Codd angol matematikus
- Edgar Davids holland labdarúgó
- Edgar Ende német festő
- Edgar Hilsenrath német író
- Edgar Cayce amerikai tisztánlátó, médium, keresztény misztikus

### Uralkodók
- Edgar (angol király)
- Edgar (skót király)